# 李綱 (天順進士)
李綱（15世纪—1478年），字廷張，山東長清縣人。明朝官員，同進士出身。

## 生平
天順元年（1457年），李綱中進士、授監察御史，歷按南畿、浙江等地，彈劾浙江贓吏四百餘人，人稱“鐵御史”。隨後奉召編集陝西延綏土兵，回朝后授太仆寺少卿，巡查京畿馬政。成化十三年（1477年），升任右僉都御史、左僉都御史，督查漕運，與平江伯陳銳共事。次年去世，皇帝特命賜祭葬。